# 12e cérémonie des Teen Choice Awards
La 12e cérémonie des Teen Choice Awards a lieu le 8 août 2010 à Los Angeles et est retransmise sur la chaîne FOX.
La cérémonie est présentée par la chanteuse américaine Katy Perry et les acteurs américains Cory Monteith, Chris Colfer, Kevin McHale, et Mark Salling.

## Performances
- A-Trak (DJ)
- Katy Perry - "Teenage Dream"
- Jason Derulo - "Whatcha Say" et "In My Head"
- Travie McCoy et Bruno Mars - "Billionaire"
- Justin Bieber - "U Smile"
- Sean Combs et Dirty Money - "Hello Good Morning"

(La prestation de Justin était une performance préenregistrée à sa date de tournée à Phoenix, Arizona).

## Remettants
- Ellen DeGeneres
- Kristen Bell et Justin Long
- Les Kardashian et George Lopez
- Troian Bellisario, Ashley Benson, Lucy Hale et Shay Mitchell
- David Archuleta et John Cena
- Zac Efron
- Jon Chu et Adam G. Sevani
- Miranda Cosgrove et Jim Parsons
- Hilary Duff et LL Cool J
- Victoria Justice et Keke Palmer
- Shaquille O'Neal
- Daren Kagasoff et Shailene Woodley
- Joshua Jackson et Lea Michele
- Maya Gabeira et Ryan Sheckler
- Chris Daughtry et Josh Hutcherson
- Jimmy Fallon
- William Moseley et Emma Roberts
- Zachary Levi et Yvonne Strahovski
- Stephen "tWitch" Boss et Cat Deeley
- Big Time Rush
- Ed Helms

## Palmarès
Les lauréats sont indiqués ci-dessous dans chaque catégorie et en caractères gras.

### Cinéma
| Film : Action | Acteur : Action | Actrice : Action |
| --- | --- | --- |
| - Sherlock Holmes - G.I. Joe : Le Réveil du Cobra - Kick-Ass - The Losers - Robin des Bois | - Channing Tatum – G.I. Joe : Le Réveil du Cobra - Nicolas Cage – Kick-Ass - Russell Crowe – Robin des Bois - Matt Damon – Green Zone - Robert Downey Jr. – Sherlock Holmes | - Rachel McAdams – Sherlock Holmes - Cate Blanchett – Robin des Bois - Mila Kunis – Le Livre d'Eli - Sienna Miller – G.I. Joe : Le Réveil du Cobra - Zoe Saldana – The Losers |
| Film : Dramatique | Acteur : Dramatique | Actrice : Dramatique |
| - The Blind Side - Cher John - La Dernière Chanson - Remember Me - Les Runaways | - Robert Pattinson – Remember Me - Jake Gyllenhaal – Brothers - Tobey Maguire – Brothers - Jeremy Renner – Démineurs - Channing Tatum – Cher John | - Sandra Bullock – The Blind Side - Miley Cyrus – La Dernière Chanson - Dakota Fanning – Les Runaways - Amanda Seyfried – Cher John - Kristen Stewart – Les Runaways |
| Film : Romantique | Acteur : Romantique | Actrice : Romantique |
| - Valentine's Day - Le plan B - Love and Game - Lettres à Juliette - La Proposition | - Ashton Kutcher – Valentine's Day - Gerard Butler – L'Abominable Vérité - Josh Duhamel – C'était à Rome - Joseph Gordon-Levitt – (500) jours ensemble - Ryan Reynolds – La Proposition                                                                                               | - Sandra Bullock – La Proposition - Kristen Bell – C'était à Rome - Jennifer Lopez – Le plan B - Queen Latifah – Valentine's Day - Amanda Seyfried – Lettres à Juliette |
| Film : Comédie | Acteur : Comédie | Actrice : Comédie |
| - Crazy Night - American Trip - La Machine à démonter le temps - Kiss and Kill - Trop belle ! | - Ashton Kutcher – Kiss and Kill - Russell Brand – American Trip - Steve Carell – Crazy Night - Jonah Hill – American Trip - Chris Rock – Joyeuses Funérailles | - Tina Fey – Crazy Night - Kristen Bell – Thérapie de couples - Lizzy Caplan – La Machine à démonter le temps - Zoe Saldana – Joyeuses Funérailles - Emma Stone – Bienvenue à Zombieland |
| Film : Science-fiction ou Fantastique | Acteur : Science-fiction ou Fantastique | Actrice : Science-fiction ou Fantastique |
| - Avatar - 2012 - District 9 - Iron Man 2 - Hors du temps | - Sam Worthington – Avatar - Sharlto Copley – District 9 - John Cusack – 2012 - Robert Downey Jr. – Iron Man 2 - Jude Law – Repo Men | - Zoe Saldana – Avatar - Scarlett Johansson – Iron Man 2 - Rachel McAdams – Hors du temps - Gwyneth Paltrow – Iron Man 2 - Amanda Peet – 2012 |
| Film : Fantastique | Acteur : Fantastique | Actrice : Fantastique |
| - Twilight, chapitre II : Tentation - Alice au pays des merveilles - Le Choc des Titans - Harry Potter et le Prince de sang-mêlé - Prince of Persia : Les Sables du Temps | - Taylor Lautner – Twilight, chapitre II : Tentation - Johnny Depp – Alice au pays des merveilles - Jake Gyllenhaal – Prince of Persia : Les Sables du Temps - Robert Pattinson – Twilight, chapitre II : Tentation - Sam Worthington – Le Choc des Titans                            | - Kristen Stewart – Twilight, chapitre II : Tentation - Gemma Arterton – Prince of Persia : Les Sables du Temps - Rosario Dawson – Percy Jackson : Le Voleur de foudre - Mia Wasikowska – Alice au pays des merveilles - Emma Watson – Harry Potter et le Prince de sang-mêlé                                         |
| Film : Horreur/Thriller | Acteur : Horreur/Thriller | Actrice : Horreur/Thriller |
| - Paranormal Activity - Freddy : Les Griffes de la nuit - Shutter Island - Splice - Le Beau-père | - Leonardo DiCaprio – Shutter Island - Penn Badgley – Le Beau-père - Adam Brody – Jennifer's Body - Jackie Earle Haley – Freddy : Les Griffes de la nuit - Micah Sloat – Paranormal Activity                                                                                          | - Megan Fox – Jennifer's Body - Katie Cassidy – Freddy : Les Griffes de la nuit - Audrina Patridge – Sœurs de sang - Michelle Williams – Shutter Island - Rumer Willis – Sœurs de sang |
| Film : Animation | Film : Meilleure danse | Meilleur combat |
| - Toy Story 3 - Dragons - Marmaduke - La Princesse et la Grenouille - Shrek 4 : Il était une fin | - Sandra Bullock et Betty White – La proposition - Miley Cyrus et Liam Hemsworth – La Dernière Chanson - Robert Downey Jr. – Iron Man 2 - Tina Fey et Steve Carell – Crazy Night - Michael Jackson – Michael Jackson's This Is It                                                     | - Mia Wasikowska vs. The Jabberwocky – Alice au pays des merveilles - Sean Combs vs. Russell Brand et Jonah Hill – American Trip - Robert Downey Jr. et Don Cheadle vs. The Hammer Drones – Iron Man 2 - Logan Lerman vs. Jake Abel – Percy Jackson : Le Voleur de foudre - Sam Worthington vs. Stephen Lang – Avatar |
| Meilleur pétage de plombs | Meilleur voleur de scène | Meilleure voleuse de scène |
| - Miley Cyrus – La Dernière Chanson - Jessica Biel – Valentine's Day - Sean Combs – American Trip - Giovanni Ribisi – Avatar - Vince Vaughn – Thérapie de couples | - Kellan Lutz – Twilight, chapitre II : Tentation - Sean Combs – American Trip - George Lopez – Valentine's Day - James Marsden – Joyeuses Funérailles - Mark Wahlberg – Crazy Night                                                                                                  | - Ashley Greene – Twilight, chapitre II : Tentation - Dakota Fanning – Twilight, chapitre II : Tentation - Anne Hathaway – Alice au pays des merveilles et Valentine's Day - Anna Kendrick – Twilight, chapitre II : Tentation et In the Air - Betty White – La proposition                                           |
| Meilleur acteur | Meilleur acteur | Meilleure actrice |
| - Liam Hemsworth – La Dernière Chanson - Quinton Aaron – The Blind Side - Jesse Eisenberg – Bienvenue à Zombieland - Aaron Johnson – Kick-Ass - Logan Lerman – Percy Jackson : Le Voleur de foudre                                                                                    | - Liam Hemsworth – La Dernière Chanson - Quinton Aaron – The Blind Side - Jesse Eisenberg – Bienvenue à Zombieland - Aaron Johnson – Kick-Ass - Logan Lerman – Percy Jackson : Le Voleur de foudre                                                                                    | - Taylor Swift – Valentine's Day - Gemma Arterton – Le Choc des Titans - Alexandra Daddario – Percy Jackson : Le Voleur de foudre - Chloë Grace Moretz – Kick-Ass - Mia Wasikowska – Alice au pays des merveilles |
| Meilleure alchimie | Meilleure alchimie | Meilleur baiser |
| - Kristen Stewart et Robert Pattinson – Twilight, chapitre II : Tentation - Sandra Bullock et Ryan Reynolds – La proposition - Miley Cyrus et Liam Hemsworth – La Dernière Chanson - Taylor Lautner et Taylor Swift – Valentine's Day - Amanda Seyfried et Channing Tatum – Cher John | - Kristen Stewart et Robert Pattinson – Twilight, chapitre II : Tentation - Sandra Bullock et Ryan Reynolds – La proposition - Miley Cyrus et Liam Hemsworth – La Dernière Chanson - Taylor Lautner et Taylor Swift – Valentine's Day - Amanda Seyfried et Channing Tatum – Cher John | - Kristen Stewart et Robert Pattinson – Twilight, chapitre II : Tentation - Russell Brand et Jonah Hill – American Trip - Sandra Bullock et Ryan Reynolds – La proposition - Miley Cyrus et Liam Hemsworth – La Dernière Chanson - Taylor Lautner et Taylor Swift – Valentine's Day                                   |
| Meilleur film de l'été | Meilleur acteur de l'été | Meilleure actrice de l'été |
| - Twilight, chapitre II : Tentation - L'Agence tous risques - Moi, moche et méchant - Copains pour toujours - Inception - Karaté Kid - Night and Day - Le Dernier Maître de l'air - Salt - L'Apprenti sorcier                                                                         | - Robert Pattinson – Twilight, chapitre II : Tentation - Zac Efron – Le Secret de Charlie - Taylor Lautner – Twilight, chapitre II : Tentation - Adam Sandler – Copains pour toujours - Jaden Smith – Karaté Kid                                                                      | - Kristen Stewart – Twilight, chapitre II : Tentation - Cameron Diaz – Night and Day - Selena Gomez – Ramona et Beezus - Angelina Jolie – Salt - Emma Roberts – Twelve |

### Télévision
| Série : Action | Acteur : Action | Actrice : Action |
| --- | --- | --- |
| - NCIS : Los Angeles - 24 heures chrono - Burn Notice - Chuck - Human Target : La cible | - Zachary Levi – Chuck - Jeffrey Donovan – Burn Notice - LL Cool J – NCIS : Los Angeles - Kiefer Sutherland – 24 heures chrono - Mark Valley – Human Target : La cible                                             | - Yvonne Strahovski – Chuck - Gabrielle Anwar – Burn Notice - Mary Lynn Rajskub – 24 heures chrono - Daniela Ruah – NCIS : Los Angeles - Katee Sackhoff – 24 heures chrono                                |
| Série : Dramatique | Acteur : Dramatique | Actrice : Dramatique |
| - Gossip Girl - 90210 - Grey's Anatomy - Dr House - La Vie secrète d'une ado ordinaire | - Chace Crawford – Gossip Girl - Penn Badgley – Gossip Girl - Ken Baumann – La Vie secrète d'une ado ordinaire - Daren Kagasoff – La Vie secrète d'une ado ordinaire - Tristan Wilds – 90210                       | - Leighton Meester – Gossip Girl - Sophia Bush – Les Frères Scott - Blake Lively – Gossip Girl - Olivia Wilde – Dr House - Shailene Woodley – La Vie secrète d'une ado ordinaire                          |
| Série : Science-fiction ou Fantastique | Acteur : Science-fiction ou Fantastique | Actrice : Science-fiction ou Fantastique |
| - Vampire Diaries - Fringe - Lost : Les Disparus - Smallville - Supernatural | - Paul Wesley – Vampire Diaries - Josh Holloway – Lost : Les Disparus - Joshua Jackson – Fringe - Ryan Kwanten – True Blood - Tom Welling – Smallville                                                             | - Nina Dobrev – Vampire Diaries - Evangeline Lilly – Lost : Les Disparus - Hayden Panettiere – Heroes - Anna Paquin – True Blood - Anna Torv – Fringe                                                     |
| Série : Comédie | Acteur : Comédie | Actrice : Comédie |
| - Glee - The Big Bang Theory - Modern Family - Sonny - Les Sorciers de Waverly Place | - Jonas Brothers – Jonas L. A. - Steve Carell – The Office - Sterling Knight – Sonny - Cory Monteith – Glee - Jim Parsons – The Big Bang Theory                                                                    | - Selena Gomez – Les Sorciers de Waverly Place - Miranda Cosgrove – iCarly - Kaley Cuoco – The Big Bang Theory - Demi Lovato – Sonny - Lea Michele – Glee                                                 |
| Meilleure série animée | Télé réalité | Télé réalité de compétition |
| - Les Griffin - American Dad! - The Cleveland Show - South Park - Star Wars: The Clone Wars                                                                                                   | - L'Incroyable Famille Kardashian - Laguna Beach : The Hills - Bienvenue à Jersey Shore - Jessica Simpson découvre le monde - Taking the Stage                                                                     | - American Idol - America's Best Dance Crew - Top Model USA - Dancing with the Stars - Projet haute couture                                                                                               |
| Meilleur personnalité | Meilleur Vilain | Meilleurs parents |
| - Ryan Seacrest - Nick Cannon - Simon Cowell - Cat Deeley - Mario López | - Ian Somerhalder – Vampire Diaries - Russell Hantz – Survivor - Jane Lynch – Glee - Terry O'Quinn – Lost : Les Disparus - Ed Westwick – Gossip Girl                                                               | - Mike O'Malley – Glee - Rob Estes et Lori Loughlin – 90210 - Bethany Joy Lenz et James Lafferty – Les Frères Scott - Lauren Graham – Parenthood - Bruce et Kris Jenner – L'Incroyable Famille Kardashian |
| Meilleur voleur de scène | Meilleur voleur de scène | Meilleure voleuse de scène |
| - Chris Colfer – Glee - Johnny Galecki – The Big Bang Theory - Simon Helberg – The Big Bang Theory - James Lafferty – Les Frères Scott - Matthew Morrison – Glee                              | - Chris Colfer – Glee - Johnny Galecki – The Big Bang Theory - Simon Helberg – The Big Bang Theory - James Lafferty – Les Frères Scott - Matthew Morrison – Glee                                                   | - Hilary Duff – Gossip Girl - Bethany Joy Lenz – Les Frères Scott - Kat Graham – Vampire Diaries - Shenae Grimes – 90210 - Amber Riley – Glee                                                             |
| Personnage de Télé réalité masculine | Personnage de Télé réalité masculine | Personnage de Télé réalité féminine |
| - Lee DeWyze – American Idol - Paul "Pauly D" DelVocchio – Jersey Shore - Brody Jenner – The Hills - Bret Michaels – Celebrity Apprentice - Michael "The Situation" Sorrentino – Jersey Shore | - Lee DeWyze – American Idol - Paul "Pauly D" DelVocchio – Jersey Shore - Brody Jenner – The Hills - Bret Michaels – Celebrity Apprentice - Michael "The Situation" Sorrentino – Jersey Shore                      | - The Kardashians – Keeping Up with the Kardashians - Crystal Bowersox – American Idol - Kristin Cavallari – The Hills - Lauren Conrad – The Hills - Nicole "Snooki" Polizzi – Jersey Shore               |
| Meilleure nouveauté à la télévision | Meilleur acteur de série | Meilleure actrice de série |
| - Vampire Diaries - Community - Life Unexpected - Modern Family - Victorious | - Paul Wesley – Vampire Diaries - Ken Jeong – Community - Kevin McHale – Glee - Rico Rodriguez – Modern Family - Mark Salling – Glee                                                                               | - Nina Dobrev – Vampire Diaries - Dianna Agron – Glee - Sarah Hyland – Modern Family - Bridgit Mendler – Bonne chance Charlie - Mae Whitman – Parenthood                                                  |
| Meilleure série de l'été | Meilleur acteur de série de l'été | Meilleure actrice de série de l'été |
| - Pretty Little Liars - Championnes à tout prix - La Vie secrète d'une ado ordinaire - Tu crois que tu sais danser - Wipeout                                                                  | - Ian Harding – Pretty Little Liars - Zachary Abel – Championnes à tout prix - Ken Baumann – La Vie secrète d'une ado ordinaire - Daren Kagasoff – La Vie secrète d'une ado ordinaire - Stephen Moyer – True Blood | - Lucy Hale – Pretty Little Liars - Nikki Blonsky – Huge - Josie Loren – Championnes à tout prix - Anna Paquin – True Blood - Shailene Woodley – La Vie secrète d'une ado ordinaire                       |